# Плејмејкер
Плејмејкер је назив за позицију играча у кошарци. Ова позиција је резервисана за играче велике брзине, добре технике и вођења лопте. Често се у кошаркашкој терминологији за плејмејкера каже „јединица“.

## Карактеристике
Из самог назива који на енглеском значи „руководилац игре“, се може схватити његова улога. Основна улога овог играча је организација игре и то најчешће у нападу. Он преузима лопту када се креће у напад и складу са тактиком прослеђује лопту одговарајућем играчу. Ипак врло често су ови играчи пре свега због личног умећа добри поентери. Његова стандардна позиција у нападу је нешто иза линије за три поена. Ови играчи су најчешће нижи растом, али се у новије време и граница висине за плејмејкере повећала и до 2m. Улогу плејмејкера врло често могу преузети и играчи са других позиција у складу са њиховим особинама. Основна сваког доброг плејмејкера је добар преглед игре.

## Познати плејмејкери
Најпознатији играч на овој позицији је Меџик Џонсон, док су од српских играча најпознатији Зоран Славнић, Александар Ђорђевић и Милош Теодосић.